# Christophe Pignol
Christophe Pignol (Aubagne, 15 ottobre 1969) è un allenatore di calcio ed ex calciatore francese, di ruolo difensore.

## Biografia
Sposato con Cathy, ha tre figli: Margaux, nata nel 1995, Lucas, nato nel 2000 ed Emma, nata nel 2007.

## Caratteristiche tecniche
Era un terzino sinistro.

## Carriera

### Club
Durante la sua carriera veste le divise di Saint-Étienne, Istres, Nantes, Monaco, Lilla e Andrézieux-Bouthéon. Gioca 26 partite in Europa segnando un solo gol: il 10 dicembre del 1997 sigla una rete nel 2-2 rimediato a Leverkusen contro il Bayer.
Nell'aprile 2001 smette di giocare a calcio a causa di una leucemia mieloide acuta al secondo stadio. Al suo peso scende a circa 50 kg.
Nel 2007 diviene socio dell'Entente Sannois-Saint-Gratien. Nel gennaio del 2007 apre con il fratello un centro "Soccer Plus" a Gemenos (Bouches-du-Rhône), specializzato nel calcio indoor dal 2009. Nel 2008 pubblica il libro "Le match de ma vie", di cui è autore, devolvendo i profitti all'associazione che lotta contro la leucemia.

## Palmarès

### Club

#### Competizioni nazionali
- Supercoppa francese: 1

Monaco: 1997
- Campionato francese: 1

Monaco: 1999-2000